# 奇静脈
奇静脈(英: azygos vein )とは脊柱の右側を上行し上大静脈に合流する静脈である。これと並行し脊柱の左側を走行する静脈は、半奇静脈と副半奇静脈である。下大静脈が閉塞を起こした時には、奇静脈がその代わりの側副路として機能する。

## 構造
奇静脈は胸部と腹部の後壁の血液を集めて上大静脈に流れ込んでいる。まず、腰椎の右側を走行する右上行静脈に始まり、横隔膜の大動脈裂孔を通って胸腔に入る。その後、肋間静脈を集めながら胸椎の前面（後縦隔）を上行し第4胸椎の高さで弓状に曲がり、右気管支の上方を越えて上大静脈に合流する。変異が多く、稀に胸静脈や気管支静脈の血液を集めていることもある。
弓状に曲がっているところは奇静脈弓といい、解剖学上の目印となり重要である。
尚、奇動脈と呼ばれる血管系は存在しない。対となるものが存在しない為、「奇」静脈と呼ばれる。

## 奇静脈系
奇静脈と左側の半奇静脈・副半奇静脈をまとめて奇静脈系と呼ばれる。これらは互いに下大静脈と上大静脈のあいだで吻合している。
大動脈は途切れることなく縦隔を下降し肋間に血液を供給しているのに対し、下大静脈と上大静脈は直接つながっていないため心臓の高さで静脈のない隙間が生じる。これを埋め合わせるために奇静脈系は存在すると考えられている。

## 語源
奇静脈は英語でAzygos veinとつづるがAzygosとは、対(= zyg)が無い(= A-)という意味のギリシア語に由来している。奇静脈と脊柱をはさんで反対側に半奇静脈があるが、これは奇静脈と対称的な静脈というよりは奇静脈の枝と考えられている。

## 画像

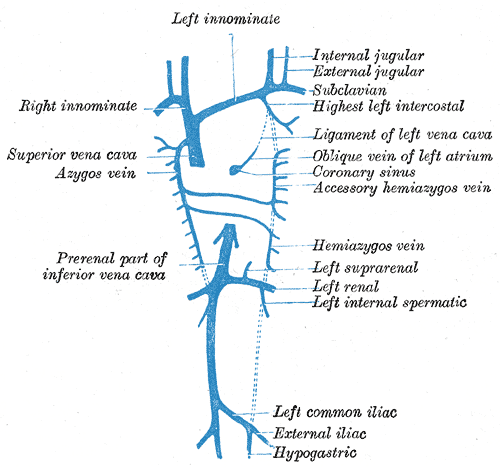
Diagram showing completion of development of the parietal veins.
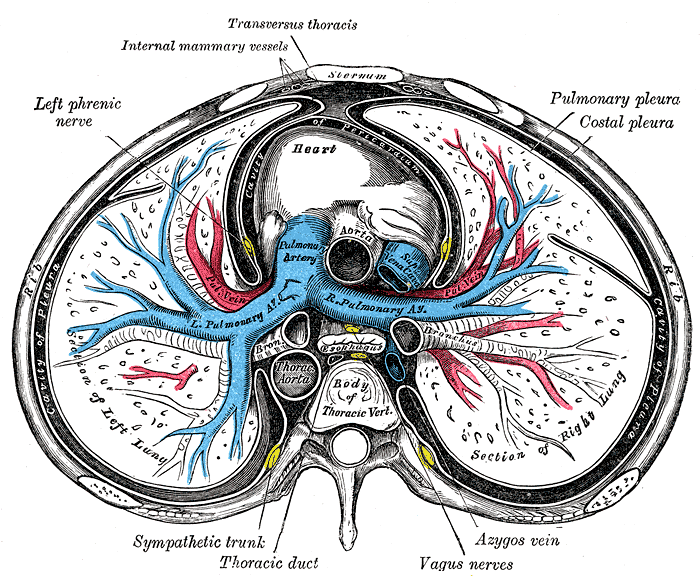
Transverse section of thorax, showing relations of pulmonary artery.
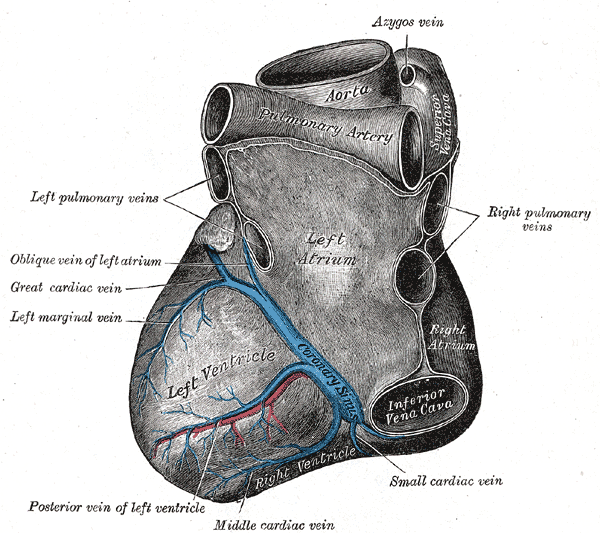
Base and diaphragmatic surface of heart.
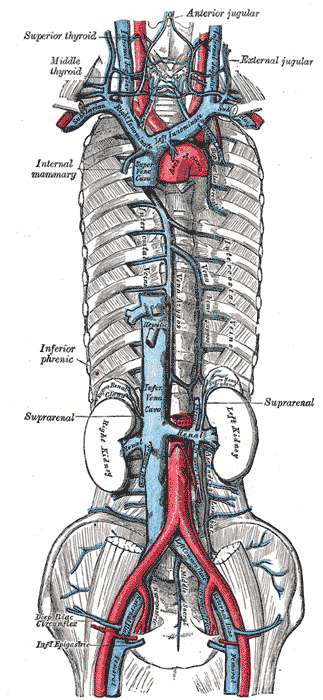
The venæ cavæ and azygos veins, with their tributaries.
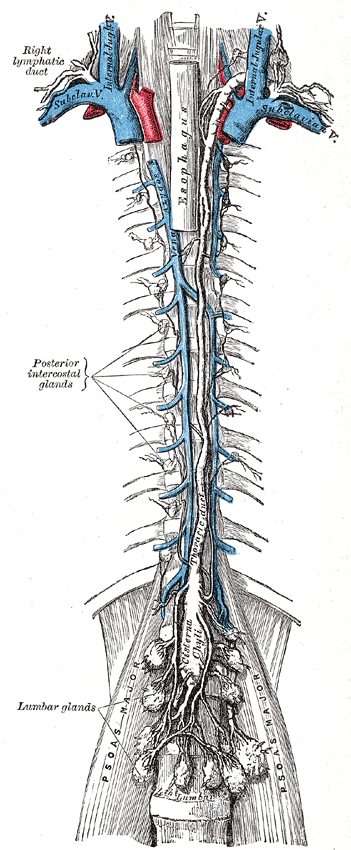
The thoracic and right lymphatic ducts.
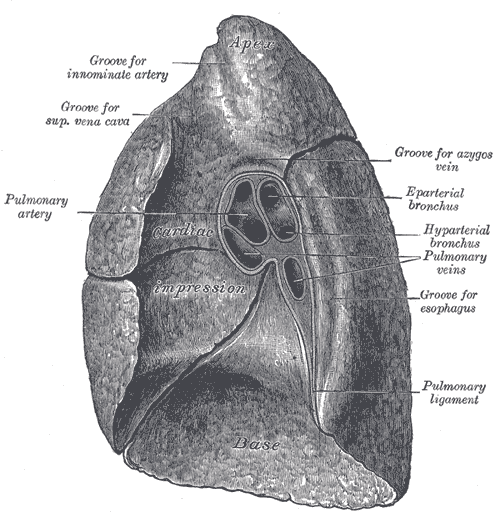
Mediastinal surface of right lung.